# Attilio Degrassi
Attilio Degrassi (geboren am 21. Juni 1887 in Triest; gestorben am 1. Juni 1969 in Rom) war ein italienischer Althistoriker und Epigraphiker.

## Leben
Attilio Degrassi, Sohn von Giuseppe Degrassi und dessen Ehefrau Antonia Marchetti, begann nach der Reifeprüfung 1907 ein Studium der Alten Geschichte, Epigraphik und Numismatik bei Wilhelm Kubitschek und Eugen Bormann an der Universität Wien. Im Jahr 1911 wurde er dort promoviert. Die bereits für den Druck in den Abhandlungen des Archäologisch-Epigraphischen Seminars der Universität Wien angenommene Dissertation konnte aufgrund des Ausbruchs des Ersten Weltkriegs nicht erscheinen. Nach der Promotion wurde Degrassi Lehrer für Latein und Griechisch an verschiedenen Schulen, zuletzt ab 1929 am Liceo scientifico G. Oberdan in Triest.

### Jahre in Triest
Zurückgezogen forschte er als Privatgelehrter in diesen Jahren nebenher zu archäologischen, topographischen und epigraphischen Problemen Istriens und Julisch Venetiens. Beginnend mit der Vorgeschichte berücksichtigte er alle Epochen bis zur Renaissance und schloss neben der materiellen und epigraphischen Überlieferung auch Codices und Manuskripte in seine systematischen Untersuchungen ein. Neben diese Gelehrtentätigkeit trat eine intensive Beschäftigung mit der Römischen Geschichte, insbesondere den privaten und öffentlichen, militärischen und municipalen Einrichtungen. Unterstützt wurde er bei diesen Unternehmungen von der Società istriana di archeologia, von der Soprintendenz in Triest und von Piero Sticotti, dem damaligen Direktor des Civico Museo di storia ed arte in Triest. Im Jahr 1926 trat er der Deputazione di Storia Patria per le Venezie bei.

### Inscriptiones Italiae
Von seinen Leistungen und seiner Befähigung überzeugt – Degrassi hatte rund 30 Artikel zu den Ergebnissen seiner Untersuchungen verfasst – übertrug man ihm die Ausführung zweier Bände des 1922 ins Leben gerufenen Sammelwerks Inscriptiones Italiae: Parentium und Histria Septemtrionalis. Um sich ganz auf diese Arbeiten konzentrieren zu können, wurde er 1933 an der Soprintendenz Triest angestellt. Der Band zu Parentium erschien 1934, der Band zu Histria Septemtrionalis 1937. Doch bereits im Herbst 1934 erfolgte der Umzug nach Rom und die Anstellung an der dortigen Soprintendenz für Rom und Latium mit dem Ziel, auch die Bände Elogia und Fasti Consulares et Triumphales von Degrassi für die Inscriptiones Italiae bearbeiten zu lassen. Schon 1937 konnte Degrassi den Band Elogia vorlegen, den er seinem einstigen Lehrer Ernst Bormann mit den Worten „artis epigraphicae magister incomparabilis“ widmete, und den Text zu den Fasti einreichen. Dort verzögerte sich deren Druck zunächst wegen der Komplexität, die mit der Erstellung der Illustrationen verbunden war, dann bedingt durch den Ausbruch des Zweiten Weltkriegs, so dass der Band erst 1947 erscheinen konnte. Für die Rekonstruktion der Fasti und ihre Illustrationen musste sich Degrassi in Zusammenarbeit mit Guglielmo Gatti intensiv mit der Problematik der Augustusbögen auf dem Forum Romanum auseinandersetzen. Denn einer der beiden Bögen – der Actiumbogen oder der Partherbogen – galt als Anbringungsort der Fasti. Gatti und Degrassi entschieden sich für den Actiumbogen, den sie auf dem Bogenfundament südlich des Divus-Iulius-Tempels rekonstruierten, und publizierten ihre Ergebnisse unter dem Titel L’edificio dei Fasti Capitolini ausführlich in den Rendiconti della Pontificia Accademia Romana di Archeologia 1945–46. In den Inscriptiones Italiae konnten sie ihre Resultate nicht mehr unterbringen, da der Band schon 1942 abgeschlossen und paginiert war.

### Universitätsjahre
Erst spät trat Degrassi dem universitären Wissenschaftsbetrieb näher. Auf Anraten Plinio Fraccaros und Gaetano De Sanctis’ bewarb er sich 1949 erfolgreich um den Lehrstuhl für Alte Geschichte der Universität Palermo, zog es dann jedoch vor, dem Ruf auf den entsprechenden Lehrstuhl der Universität Padua zu folgen, an der er bis 1956 lehrte. Neben einer weiterhin umfangreichen publizistischen Tätigkeit übernahm Degrassi 1953 den Vorsitz der Società istriana di archeologia e storia patria. Im Jahr 1956 erfolgte der Ruf auf den Lehrstuhl für Lateinische Epigraphik und römische Altertümer an der Universität La Sapienza in Rom. In seiner Antrittsvorlesung zeichnete er ein Bild der zukünftigen Lateinischen Epigraphik in Italien, die sich von der reinen Textbetrachtung lösen und ihren Blickwinkel um die politisch-institutionelle Geschichte, um soziale und ökonomische Aspekte erweitern müsse. Für die wissenschaftliche Bearbeitung epigraphischer Zeugnisse seien neben einer umfassenden Kenntnis der literarischen Quellen etwa auch die Ergebnisse benachbarter Wissenschaften wie der Paläographie, der Rechtsgeschichte, der historischen Sprachwissenschaften, der Topographie und Archäologie einzubeziehen.
Degrassi lehrte nur ein Jahr in Rom und schied 1957 bei Erreichen der maximalen Altersgrenze mit 70 Jahren aus. Doch unterrichtete er weitere fünf Jahre an der Scuola nazionale di archeologia, deren Direktion er zusätzlich übernahm. Zugleich erschien 1957 der erste Band seiner Inscriptiones Latinae liberae rei publicae, die – konzipiert auf Bitten Arnaldo Momiglianos als didaktisches Kompendium – gleichsam ein Handbuch für Epigraphiker, Historiker und Archäologen darstellten. Im Jahr 1962 erschien der zweite Band, die zweite Auflage des ersten folgte schon 1965. Mit den Calendaria legte Degrassi 1963 zusätzlich den dritten Band seiner Reihe der Inscriptiones Italiae vor. In diesem Jahr gründete sich in Paris auf Betreiben Degrassis die Association internationale d'épigraphie latine, heute unter dem Namen Association internationale d'épigraphie grecque et latine bekannt. Im Jahr 1965 veröffentlichte Degrassi als Auctarium des Corpus Inscriptionum Latinarum (CIL) den umfangreichen Abbildungsband Inscriptiones Latinae liberae rei publicae. Imagines; ein für das CIL 1968 eingereichtes Manuskript Addenda konnte nicht mehr vor seinem Tod veröffentlicht werden und wurde 1986 in zwei Bänden herausgegeben.

## Ehrungen und Mitgliedschaften
Bereits 1962 wurden zwei erste Bände mit kleineren Schriften Degrassis von Freunden publiziert, dem 1967 anlässlich seines 80. Geburtstags ein weiterer Band seitens der Società istriana di storia patria folgte und 1971 mit einem letzten Band vervollständigt wurde. Die im letzten Band enthaltene Bibliographie Degrassis listet 243 Titel auf.
Attilio Degrassi war korrespondierendes Mitglied der Accademia Nazionale dei Lincei ab 1948, ordentliches Mitglied ab 1955; der American Philosophical Society ab 1958; der British Academy ab 1958; der Accademia di archeologia, lettere e belle arti di Napoli ab 1959. Per Dekret erneuerte die Universität Wien seine Promotion im Jahr 1961 anlässlich seines 50. Promotionsjubiläums.

## Schriften (Auswahl)
Ein Schriftenverzeichnis Degrassis findet sich in: Scritti vari di antichità. Band 4. 1971, S. VII–XVII.
- Parentium (= Inscriptiones Italiae. Band 10: Regio X. Fasz. 3). Istituto Poligrafico dello Stato, Rom 1934.
- Il museo lapidario parentino. G. Greatti, Parenzo 1934.
- Histria Septemtrionalis (= Inscriptiones Italiae. Band 10: Regio X. Fasz. 3). Istituto Poligrafico dello Stato, Rom 1936.
- Elogia (= Inscriptiones Italiae. Bd. 13: Fasti et Elogia. Fasz. 3). Istituto Poligrafico dello Stato, Rom 1937.
- Il lapidario albonese. Il comitato onoranze a Tomaso Luciani, Albona 1937.
- Fasti Consulares et Triumphales (= Inscriptiones Italiae. Bd. 13: Fasti et Elogia. Fasz. 1). Istituto Poligrafico dello Stato, Rom 1947.
- Fasti consolari dell’Impero Romano dal 30 a. C. al 613 d. C. Edizioni di storia e letteratura, Rom 1952.
- Il confine nord-orientale dell'Italia romana: ricerche storico-topografiche.  A. Francke, Bern 1954.
- Fasti Capitolini. Recensuit, praefactus est, indicibus instruxit. Paravia, Turin 1954.
- Inscriptiones Latinae liberae rei publicae. Zwei Bände.  La Nuova Italia, Florenz 1957–1963.
- Inscriptiones Latinae liberae rei publicae, imagines (= Corpus Inscriptionum Latinarum. Auctarium). de Gruyter, Berlin 1965.
- Calendaria (= Inscriptiones Italiae. Bd. 13: Fasti et Elogia. Fasz. 2). Istituto Poligrafico dello Stato, Rom 1963.
- Scritti vari di antichità. Vier Bände. Comitato d'onore, Rom 1962–71.
- Corpus Inscriptionum Latinarum I². Teil 2, Fasz. 4: Addenda tertia. Zwei Bände. Herausgegeben von Joannes Krummrey. de Gruyter, Berlin 1986 (postum erschienen).